# دم‌خاری پینتو
دم‌خاری پینتو (نام علمی: Synallaxis infuscata) گونه‌ای از پرندگان در خطر انقراض است که در زیرخانواده Furnariinae از خانواده تنورمرغان و بومی شمال شرقی برزیل است. به‌طور محلی به عنوان "tatac " شناخته می‌شود.